# 운동처방
운동처방(運動處方, exercise prescription)은 체육학,임상적 절차 및 심리학 등에서  삶의 질을 확보하고 건강한 삶을 목표로 운동검사와 운동역학, 생리심리학 등을 활용하여 목표하는 건강수준을 유지 또는 회복하기 위해 적절하게 제시되는 운동에의한 일련의 방법이다. 임상적으로는 운동처방은 병을 예방하거나 치료하기 위하여 어떤 운동을 어떻게 하는 것이 가장 효과적인지 설계하고 관리하는데 전문적인 지식을 제공하는 일을 하는 영역이다.

## 운동검사
교육부에서는 청소년의 건강검사에서 운동검사를 활용하고있다.  운동검사항목은 심폐지구력,유연성(관절의 가동 범위),근력근지구력,순발력,비만의 5가지항목을 필수평가하고 심폐지구력정밀평가,비만평가,자기신체평가,자세평가등을 추가 선택할 수 있다.
비만평가에서는 BMI(체질량지수)를 사용하며 심폐지구력에서는 PEI(신체효율지수,physical efficiency index)를 사용한다. 자세평가는 어깨기울기,골반기울기,다리굴곡,척추휨정도,경추기울기,상체기울기,골반전후기울기등 7개항목을 측정하며 자기신체평가에서는 심폐지구력,유연성,근력근지구력,체지방,신체활동,스포츠자신감,외모,건강상태,신체전반, 자기존중감의 10개항목을 다룬다.

## PEI
PEI(신체효율지수) 계산식의 예
{\displaystyle PEI={{D} \over {2P}}}
D : 운동지속시간
P : 1회기 심박수
적절한 반복 빈도와 운동강도 그리고 지속 시간은 생리적 변화를 가져올 수 있는 정도의 트레이닝 설계조건이다. 이러한 설계조건으로부터 고안된 트레이닝 테스트는 최대심박수(1분기준)의 회복기를 보여줄 수 있다.
따라서 평균심박수로부터 2배에 해당하는 최대치 심박수를 설계치로 가정해서 이러한 최대심박수로부터 평균심박수로 회복하는데 걸리는 시간은 운동지속시간과 관련있다.

## 같이 보기
- 신체검사
- 식단처방